# Joshua Cheptegei
Joshua Kiprui Cheptegei (Kapsewui, 12. rujna 1996.) ugandski je dugoprugaš i svjetski prvak iz 2019. na 10 000 m.
Deseti je čovjek u povijesti koji istodobno drži svjetske rekorde na 5.000 i 10.000 metara, oba postavljena 2020. godine. Godine 2017., osvojio je srebrnu medalju u disciplini 10 000 metara na Svjetskom prvenstvu u Londonu. Godine 2018. godine postavio je svjetski rekord u cestovnoj utrci na 15 km i postao svjetski prvak u krosu 2019. godine. Godine 2020. na cestovnoj utrci u Monaku postavio je novi svjetski cestovni rekord na 5 km od 12:51, probivši 13-minutnu barijeru u ovoj disciplini, rušeći prethodni rekord od 13:00, koje je postavio kenijski Sammy Kipketer 2000., za 9 sekundi. U kolovozu 2020. godine, na susretu Dijamantne lige Monaka, postavio je novi svjetski rekord na 5000 metara od 12:35,36, oborivši 16-godišnji svjetski rekord Kenenise Bekele od 12:37,35 postavljen u Hengelu. Dana 7. listopada 2020. u Valenciji postavio je svjetski rekord od 26: 11,00 na 10000 metara, rušeći 15 godinastar rekord Kenenise Bekele za više od 6 sekundi.

## Rani život
Cheptegei je rođen 12. rujna 1996. u Kapsewuiju, okrug Kapchorwa, Uganda. U osnovnoj školi Cheptegei je prvo igrao nogomet i okušao se u skoku u dalj i troskoku, ali je prešao na trčanje kad je otkrio svoj talent u trčanju na daljinu.
Cheptegei je dvije godine studirao jezike i književnost u Kampali,  a zaposlen je u nacionalnoj policiji Ugande. Trener mu je Addy Ruiter. U vremenskom okviru od ožujka do svibnja 2020. smanjio je svoje tjedne treninge s 12 na 8.

## Karijera
Osvajač je srebrne medalje na 10 000 metara na Svjetskom prvenstvu 2017. u Londonu. Također se natjecao na 10.000 metara na Svjetskom prvenstvu 2015. u Pekingu, zauzevši deveto mjesto. Trčao je na Ljetnim olimpijskim igrama 2016. na 5000 metara i 10 000 metara, završivši osmi, odnosno šesti. Cheptegei je bio prvak na 5000 i 10 000 metara na Igrama Commonwealtha 2018 .
Cheptegei je četverostruki pobjednik cestovne utrke Zevenheuvelenloop na 15 km u Nijmegeu u Nizozemskoj. Godine 2018., Cheptegei je postavio svjetski rekord u cestovnoj utrci od 15 km.  Otrčao je dionicu za 41:05 i popravio svjetski rekord za 8 sekundi, koji je prethodno postavio Leonard Komon na Zevenheuvelenloop-u 2010. Abrar Osman završio je drugi s 42:34, a svjetski prvak na 5000 m iz 2017. Muktar Edris plasirao se na treće mjesto s vremenom 42:56.
Cheptegei je bio pobjednik muške utrke za seniore na IAAF-ovom svjetskom prvenstvu u krosu 2019. u Aarhusu u Danskoj. Pobijedio je s vremenom 31:40 10.24 km tečaj. Ugandski suigrač Jacob Kiplimo završio je drugi za 31:44, dok je Thomas Ayeko zauzeo sedmo mjesto, a Josehp Ayeko deseto mjesto; Uganda je osvojila ekipno prvo mjesto.

### Svjetski rekordi
Dana 1. prosinca 2019. postavio je novi rekord cestovne utrke na 10 km u španjolskoj Valenciji. Njegovo vrijeme od 26:38 bolje je za 6 sekundi u odnosu na prethodni svjetski rekord, koji je postavio Leonard Komon 2010. godine. Otada je ovaj rekord spušten na 26:24, a svjetski rekord od listopada 2020. drži Rhonex Kipruto iz Kenije, koji ga je također postavio u Valenciji samo šest tjedana kasnije, 12. siječnja 2020.
Dana 16. veljače 2020. postavio je novi svjetski rekord u cestovnoj utrci na 5 km u Monacu s vremenom 12:51. Prethodni potvrđeni rekord bio je 13:22 (Robert Keter, 9. studenog 2019. u Lilleu u Francuskoj), a prethodno najbrže vrijeme ikad zabilježeno na daljini bilo je 13:00 koje je postavio Sammy Kipketer 26. ožujka 2000. u Carlsbadu, SAD.
Dana 13. kolovoza 2020., dan prije Herculisova susreta Dijamantne lige u Monaku, Cheptegei je objavio da se namjerava vratiti na stazu i istrčati svoju prvu službenu utrku u sezoni sa svjetskim rekordom na 5000 metara, što bi bilo više od 20 sekundi brže od njegovog osobnog rekorda na stazi. Na sastanku sljedećeg dana, uz pomoć stručnog tempa Roya Hoornwega, Stephena Kisse i Matthewa Ramsdena, postavio je novi svjetski rekord na 5000 metara s vremenom 12: 35,36, čime je za skoro 2 sekunde srušen 16 godina star rekord Kenenisae Bekelea, što je bio najdugovječniji rekord u povijesti ove discipline. Njegova prolazna vremena su bile su 2:31,87; 5:03,77; 7:35,14 i 10:05,46. Bekele je čestitao Cheptegeiju iz Adis Abebe.
Dana 7. listopada 2020. u Valenciji postavio je svjetski rekord od 26:11,00 na 10000 metara, što je poboljšalo 15-godišnji rekord Kenenise Bekele za više od 6 sekundi.

## Međunarodna natjecanja
| Representing Uganda | Representing Uganda               | Representing Uganda    | Representing Uganda | Representing Uganda | Representing Uganda |
| ------------------- | --------------------------------- | ---------------------- | ------------------- | ------------------- | ------------------- |
| 2014                | World Junior Championships        | Eugene, United States  | 4th                 | 5000 m              | 13:32.84 PB         |
| 2014                | World Junior Championships        | Eugene, United States  | 1st                 | 10,000 m            | 28:32.86            |
| 2014                | African Championships             | Marrakech, Morocco     | –                   | 10,000 m            | DNF                 |
| 2015                | African Junior Championships      | Addis Ababa, Ethiopia  | 1st                 | 10,000 m            | 29:58.70            |
| 2015                | World Championships               | Beijing, China         | 9th                 | 10,000 m            | 27:48.89            |
| 2016                | Olympic Games                     | Rio de Janeiro, Brazil | 8th                 | 5000 m              | 13:09.17            |
| 2016                | Olympic Games                     | Rio de Janeiro, Brazil | 6th                 | 10,000 m            | 27:10.06 PB         |
| 2017                | World Cross Country Championships | Kampala, Uganda        | 30th                | Senior race         | 30:08               |
| 2017                | World Championships               | London, United Kingdom | 2nd                 | 10,000 m            | 26:49.94 PB         |
| 2018                | Commonwealth Games                | Gold Coast, Australia  | 1st                 | 5000 m              | 13:50.83 SB         |
| 2018                | Commonwealth Games                | Gold Coast, Australia  | 1st                 | 10,000 m            | 27:19.62 WL/GR      |
| 2019                | World Cross Country Championships | Aarhus, Denmark        | 1st                 | 10 km               | 31:40               |
| 2019                | World Championships               | Doha, Qatar            | 1st                 | 10,000 m            | 26:48.36 WL/PB      |